# Léo Gamalho
Leonardo Gamalho de Souza (sinh ngày 30 tháng 1 năm 1986), còn được biết với tên Léo Gamalho, là một cầu thủ bóng đá Brasil thi đấu cho câu lạc bộ Hàn Quốc Pohang Steelers ở vị trí tiền đạo.
Léo bắt đầu sự nghiệp năm 2005 với đội bóng Internacional, chuyển đến Botafogo năm 2006 và América năm 2007.
Vào tháng 3 năm 2009, anh chuyển đến Trung Quốc và ký hợp đồng với Shenyang Dongjin. Anh chuyển đến Pudong Zobon năm 2010.
Năm 2013, anh được Ceará Sporting Club thuê thi đấu.
Anh được biết đến với việc hát bài "baga baga, hey hey" sau mỗi bàn thắng anh ghi được.